# Modesto Fraile
Modesto Fraile Poujade (Cuéllar, 24 de octubre de 1935-ibídem, 1 de marzo de 1994) fue un político centrista español de la Transición española. Es conocido por ser uno de  de los principales promotores políticos de la autonomía uniprovincial para Segovia.

## Biografía
Estudió el bachillerato en el Instituto Ramiro de Maeztu de Madrid; y la carrera de Derecho en la Universidad Central, ampliando posteriormente sus estudios en Inglaterra.
Comenzó su carrera política durante la dictadura franquista, siendo designado alcalde de su localidad natal en 1967, cargo que ocupó hasta 1970. Entre 1971 y 1974 fue presidente de la Diputación Provincial de Segovia, siendo elegido procurador en Cortes por sus compañeros de la Diputación. En 1974 fue nombrado gobernador civil de Santa Cruz de Tenerife, puesto que ocupó hasta 1976. Durante la Transición, entró a formar parte de la Unión de Centro Democrático, siendo elegido diputado por Segovia en las elecciones de 1977 y 1979 por la Unión de Centro Democrático. Durante la Primera Legislatura (1979-1982), fue vicepresidente primero del Congreso de los Diputados.
Fue durante el periodo preautonómico, uno de los máximos impulsores de la  autonomía uniprovincial para Segovia. Cumplidos todos los requisitos marcados en la Constitución en su  art 143.2, la propuesta de uniprovincialidad  decayó  mediante la Ley Orgánica 5/1983, firmada por Felipe González Márquez (PSOE)  por «motivos de interés nacional», según prevé el artículo 144 c) de la Constitución española,  pasando por encima de la voluntad democráticamente expresada por el pueblo segoviano. Tanto sus opositores políticos como gente de su propio partido, la UCD atribuyeron a su voluntad  y a la de otros compañeros de partido de querer perpetuar el caciquismo. Por este motivo, abandonó en 1980 el Consejo General de Castilla y León, órgano preautonómico castellanoleonés del que formaba parte. La autonomía uniprovincial, que si consiguieron Santander y Logroño,  fue el origen de agudo proceso de crisis que terminó con la UCD en Segovia. En 1982,  al dar el gobierno socialista carpetazo al proceso autonómico uniprovincial  pasando por encima de la voluntad libremente expresada por los segovianos y segovianas durante  e incluir a Segovia definitivamente en Castilla y León, Modesto Fraile abandonó la vicepresidencia del Congreso y su partido, pasando a formar parte del Partido Demócrata Popular.
Fue elegido de nuevo diputado  por el PDP, esta vez en las listas de Coalición Popular, en las elecciones de 1982 y en las de 1986, siempre por Segovia. Tras la salida del PDP de Coalición Popular, al día siguiente de las elecciones de 1986, sus diputados se constituyen en la Agrupación Parlamentaria de la Democracia Cristiana, de la que Fraile fue portavoz. En febrero de 1989, ante la disolución de la Agrupación, Fraile pasó al Centro Democrático y Social, sin conseguir revalidar su acta de diputado en las elecciones de ese año, por lo que dejó la política y se dedicó a la abogacía.
Perteneció a las comisiones de Presupuestos y Gobernación del Congreso de los Diputados; formó parte de la comisión de Cuentas del Ministerio de la Gobernación; fue vocal del patronato del Instituto de Estudios de Administración Local, miembro de la comisión permanente del Centro de Relaciones interprovinciales de dicho ministerio, de la comisión permanente de la Mancomunidad de Diputaciones y director general de Empresas y Actividades Turísticas. A lo largo de su carrera fue galardonado con la Orden del Mérito Agrícola, la medalla sencilla de la Orden de Cisneros, la de Oro de S.E.M., la de Lepanto y otras.
Falleció en el garaje de su casa de su villa natal a causa de asfixia por dióxido de carbono. El 1 de marzo de 1994 el pleno del Congreso rindió homenaje póstumo a su persona, en su condición de exdiputado de la Cámara. Inmediatamente antes de la primera votación de la tarde, el presidente del Congreso, Félix Pons, se dirigió al pleno y afirmó que Fraile "fue un elemento permanente de los más característicos del paisaje de esta casa durante muchos años y su aportación en las primeras legislaturas, durante la transición, fue muy destacada".
Cuéllar, su villa natal, también le rindió homenaje, poniendo su nombre a una calle.